# Liste von Söhnen und Töchtern der Stadt Pest
Die folgende Liste enthält Personen, die in der ungarischen Stadt Pest geboren wurden. Pest wurde am 17. November 1873 zusammen mit den Städten Buda und Óbuda zu Budapest vereinigt.
Zu den ab dem 17. November 1873 (nun in der Stadt Budapest) geborenen Persönlichkeiten siehe die Liste von Söhnen und Töchtern der Stadt Budapest.
Diese Liste erhebt keinen Anspruch auf Vollständigkeit.

## In Pest geborene Persönlichkeiten

### Bis zum 18. Jahrhundert
- Johann Heinrich Freiherr von Schmitt (1744–1805), österreichischer Feldmarschallleutnant
- Anton von Zach (1747–1826), Offizier, Feldzeugmeister, Ritter des Theresienordens
- Franz Xaver von Zach (1754–1832), österreichisch-deutscher Astronom, Geodät, Mathematiker, Wissenschaftshistoriker und Offizier
- Vincenz von Augustin (1780–1859), österreichischer Feldzeugmeister
- Gustav Adolf Hess de Calve (1784–1838), ungarisch-russischer Philosoph, Komponist und Bergbauingenieur
- Johann Mailáth (1786–1855), Schriftsteller
- József Hild (1789–1867), Architekt
- József Teleki (1790–1855), Historiker, Jurist und Politiker
- Joseph Böhm (1795–1876), österreichisch-ungarischer Violinist und Komponist
- Ferencz József Gyulay (1798–1868), österreichisch-ungarischer Feldmarschall

### 19. Jahrhundert

#### 1801 bis 1830
- Michael Lang (1803–1874), Ev.-lutherischer Prediger
- Gábor Klauzál (1804–1866), Politiker, Jurist und Minister
- László Szőgyény-Marich (1806–1893), Politiker, Hofbeamter, Landesrichter und Präsident des Magnatenhauses
- Johann Jacob Löwenthal (1810–1876), britisch-ungarischer Schachspieler
- Ágoston Haraszthy (1812–1869), Pionier des Weinbaus in Nordamerika
- Ludwig Mandl (1812–1881), französisch-ungarischer Mediziner
- Stephen Heller (1813–1888), Pianist und Komponist
- Charles Edouard Boutibonne (1816–1897), Genre- und Porträtmaler
- Bernard Ullman (1817–1885), Musikimpresario
- Georg Decker (1818–1894), Aquarellmaler und Lithograph
- István Gorove (1819–1881), Politiker, Jurist und Minister
- Josefine Ernst-Kaiser (1820–1873), Koloratursängerin
- Constantin Daniel Rosenthal (1820–1851), rumänischer Maler und Bildhauer österreichisch-jüdischer Abstammung und Revolutionär
- Gabriel Decker (1821–1855), Porträtmaler und Lithograph
- Alexander Pollack von Klumberg (1821–1889), Feldmarschallleutnant, k.u.k. Generalfuhrwesens-Inspektor
- Teofil Fabiny (1822–1908), Politiker, Jurist und Justizminister
- Béla Orczy (1822–1917), Richter, Soldat, Politiker und Minister
- Pál Ordódy (1822–1885), Politiker
- Gustav Böhm (1823–1878), Dirigent, Dramaturg und Opernregisseur
- Pál Rajner (1823–1879), Politiker
- Frigyes Podmaniczky (1824–1907), Politiker, Schriftsteller und Theaterintendant
- Maximilian Falk (1828–1908), Publizist und Politiker
- Felix Philipp Kanitz (1829–1904), österreichisch-ungarischer Naturforscher, Archäologe und Völkerkundler

#### 1831 bis 1840
- Gyula Szapáry (1832–1905), Politiker; Ministerpräsident Ungarns 1890–1892
- Rosalia Schwarz, verheiratete Rosalia von Ernest (1833–1870), Schauspielerin
- Alexander Scharf (1834–1904), österreichischer Journalist, Verleger und Unternehmer
- Adolf von Sonnenthal (1834–1909), österreichischer Schauspieler
- Marie Henriette von Österreich (1836–1902), Königin von Belgien 1865–1902
- Jakob Grün (1837–1916), Violinist
- Leopold Rosner (1838–1903), österreichischer Schauspieler, Schriftsteller, Buchhändler und Verleger
- Sándor Wagner (1838–1919), deutscher Maler
- Benjámin Kállay (1839–1903), Politiker; Reichsfinanzminister Österreich-Ungarns 1882–1903
- Imre Steindl (1839–1902), Architekt und Hochschullehrer
- Johann Böckh (1840–1909), Geologe
- Gottlieb William Leitner (1840–1899), Orientalist

#### 1841 bis 1850
- Ferenc Kossuth (1841–1914), Ingenieur und Politiker
- Frigyes Schulek (1841–1919), Architekt
- Johanna Wolf (1841–?), Bordellbetreiberin
- Ludwig Barnay (1842–1924), Heldendarsteller und Theaterleiter
- Miklós Konkoly-Thege (1842–1916), Astronom
- Victor Langer (1842–1902), Komponist
- Julius Blum (1843–1919), Bankier
- Andor Festetics (1843–1930), Politiker und Ackerbauminister
- August Heller (1843–1902), Wissenschaftshistoriker
- Tivadar Puskás (1844–1893), ungarischer Erfinder
- Theodor Hertzka (1845–1924), österreichisch-ungarischer Schriftsteller
- Valerie Grey-Stipek (1845–1934), österreichische Schauspielerin und Schriftstellerin
- István Károlyi (1845–1907), Politiker
- Imre Kiralfy (1845–1919), Impresario und Veranstaltungsmanager
- Emerich Ráthay (1845–1900), Weinbaufachmann
- Sándor Plósz (1846–1925), Politiker, Jurist, Dozent und Justizminister
- József Dobos (1847–1924), Konditor, Koch und Unternehmer
- Edmund Hofmann von Aspernburg (1847–1930), österreichischer Bildhauer
- Bolossy Kiralfy (1847–1932), Performer, Produzent, Schriftsteller und Schöpfer musikalischer Spektakel im späten 19. Jahrhundert
- József Kauser (1848–1919), Architekt
- Alexander Rotter (1848–1909), deutscher Theaterschauspieler, Regisseur und Theaterdirektor
- József Hampel (1849–1913), Archäologe und Museumskurator
- Lajos Láng (1849–1918), Nationalökonom, Statistiker und Politiker
- Max Nordau (1849–1923), Schriftsteller, Politiker und Mitbegründer der Zionistischen Weltorganisation
- Mary Katharine Haroney (Big Nose Kate) (1850–1940), US-amerikanische Prostituierte
- Anton Seidl (1850–1898), ungarisch-US-amerikanischer Dirigent und Orchesterleiter

#### 1851 bis 1860
- Sigmund Lautenburg (1851–1918), Theater-Schauspieler, -Regisseur und Theaterdirektor
- Isidor Gunsberg (1854–1930), englischer Schachspieler
- Sophie König (1854–1943), Opernsängerin und Theaterschauspielerin
- Károly Senyei (1854–1919), Bildhauer
- Károly Aggházy (1855–1918), Pianist und Komponist
- Ignác Alpár (1855–1928), Architekt des Historismus
- Rudolf Schuster von Bonnott (1855–1930), österreichisch-ungarischer Beamter, Bankier und Politiker
- Árpád Doppler (1857–1927), deutsch-ungarischer Komponist
- Ferenc Hegedűs (1857–1909), ungarischer Politiker und Minister
- Anton Heimerl (1857–1942), österreichischer Botaniker
- Gusztáv Tőry (1857–1925), ungarischer Jurist, Politiker und Justizminister
- Manfréd Weiss (1857–1922), Industrieller
- Jenő Ábel (1858–1889), Schriftsteller, Altphilologe und Hochschullehrer
- Josef Armin (1858–1925), österreichischer Komiker, Coupletsänger und Bühnenautor
- Jenő Hubay (1858–1937), Violinvirtuose und Komponist
- Tivadar Nachéz (1859–1930), Violinist und Komponist
- Theodor Herzl (1860–1904), Schriftsteller, Publizist und Journalist, Begründer des politischen Zionismus

#### 1861 bis 1870
- Lajos Hegyeshalmy (1862–1925), Politiker und Handelsminister (1920–1922)
- Sándor Popovics (1862–1935), Finanzfachmann, Politiker und Finanzminister
- Aurel Stein (1862–1943), Entdecker und Archäologe
- Kálmán Giergl (1863–1954), Architekt und Vertreter des Eklektizismus in Ungarn
- Mihály von Lenhossék (1863–1937), Anatom und Hochschullehrer
- Ferenc Szárnovszky (1863–1903), Bildhauer und Medailleur
- Aurél Dessewffy (1864–1928), Politiker, Präsident des Magnatenhauses und Landesrichter
- Béla Jankovich (1865–1939), Politiker und Minister
- Béla Zoltán (1865–1929), Jurist, Richter und Minister
- István Bárczy (1866–1943), Politiker, Rechtsanwalt und Justizminister
- Géza Daruváry (1866–1934), Diplomat und Politiker
- Gusztáv Emich (1866–1927), Diplomat, Politiker und Handelsminister
- Ferenc Heinrich (1866–1925), Eisenwaren-Großhändler, Wirtschaftspolitiker und Minister
- Sándor Korányi (1866–1944), Mediziner
- Béla Serényi (1866–1919), Politiker und Minister
- Imre Lőrenthey (1867–1917), Paläontologe
- Aladár Aujeszky (1869–1933), Veterinärpathologe und Mikrobiologe
- Emil Hertzka (1869–1932), Musikverleger
- Arthur Holitscher (1869–1941), Reiseschriftsteller, Essayist, Romancier, Novellist und Dramatiker
- Kálmán Kandó (1869–1931), Ingenieur und Lokomotiv-Konstrukteur
- Frigyes Korányi (1869–1935), Politiker, Diplomat und Finanzminister
- Philip Alexius de László (1869–1937), Porträtmaler
- Károly Lyka (1869–1965), Kunsthistoriker und -kritiker
- Ede Poldini (1869–1957), Komponist
- Felix Salten (1869–1945), österreichisch-ungarischer Schriftsteller
- Zsigmond Falk (1870–1935), Schriftsteller und Redakteur
- Zsigmond Perényi (1870–1946), Politiker, Innenminister und Präsident des Oberhauses

#### 1871 bis 1873
- Nándor Dáni (1871–1949), Leichtathlet
- Ilona Eibenschütz (1871–1967), Pianistin
- Jenő Heltai (1871–1957), Dichter, Schriftsteller und Journalist
- Károly Jordan (1871–1959), Mathematiker und Statistiker
- Gyula Kellner (1871–1940), Langstreckenläufer
- Lóránt Hegedüs (1872–1943), Politiker und Finanzminister (1920/21)
- Gedeon Ráday (1872–1937), Politiker und Obergespan
- Dezső Wein (1873–1944), Turner und Arzt